# Serie Mundial Femenina de Rugby 7
La Serie Mundial Femenina de Rugby 7, también llamado Circuito Mundial Femenino de Seven, es una serie de torneos de selecciones nacionales femeninas de rugby 7. La organiza la World Rugby. Se disputó por primera vez en 2011-12 con la denominación Challenge Cup Femenina de Rugby 7.
En cada temporada participan un conjunto de equipos con estatus permanente, que actualmente son 12. Los torneos se realizan en tres días. Desde la temporada 2023/2024 los torneos se realizan conjuntamente con los torneos de la Serie Mundial Masculina y siguiendo el mismo formato.

## Historia
La primera edición de la Serie Mundial femenina tuvo lugar en la temporada 2011-12, que comenzó con el Seven de Dubái el 2 de diciembre de 1999.
El formato de competencia se mantuvo constante a lo largo de varios años: cada año se disputa una serie de torneos, en dos  tres días, en distintas ciudades del mundo, en las que cada equipo obtiene un puntaje según su ubicación en cada torneo. Hasta la 2022/23 el equipo que más puntos sumaba al concluir la serie, era declarado campeón. La cantidad de torneos en cada temporada ha variado entre un mínimo de seis a un máximo de once. La cantidad de equipos también ha variado. 
En la temporada 2023/24 se introdujeron nuevas modificaciones:
- se redujeron las equipos a doce con un sistema anual de ascensos y descensos, combinado con el World Rugby Sevens Challenger Series 2024 (segunda división);
- se estableció que el campeón del año debía consagrarse ganando el torneo final (Gran Finale).[2]

## Etapas

### Torneos actuales
- Seven Femenino de Dubái
- Seven Femenino de Sudáfrica
- Seven Femenino de Australia
- Seven Femenino de Canadá
- Seven Femenino de Estados Unidos
- Seven Femenino de Hong Kong
- Seven Femenino de Singapur
- Seven Femenino de España

### Torneos anteriores
- Seven Femenino de Brasil
- Seven Femenino de China
- Seven Femenino de Estados Unidos
- Seven Femenino de Francia
- Seven Femenino de Japón
- Seven Femenino de Londres
- Seven Femenino de Nueva Zelanda
- Seven Femenino de los Países Bajos

## Campeones
| Temporada | Campeón                               | Campeón Liga  |
| --------- | ------------------------------------- | ------------- |
| 2011-12   | Inglaterra                            | No existía    |
| 2012-13   | Nueva Zelanda                         | No existía    |
| 2013-14   | Nueva Zelanda                         | No existía    |
| 2014-15   | Nueva Zelanda                         | No existía    |
| 2015-16   | Australia                             | No existía    |
| 2016-17   | Nueva Zelanda                         | No existía    |
| 2017-18   | Australia                             | No existía    |
| 2018-19   | Nueva Zelanda                         | No existía    |
| 2019-20   | Nueva Zelanda                         | No existía    |
| 2021      | Cancelada por la pandemia de COVID-19 | No existía    |
| 2021-22   | Australia                             | No existía    |
| 2022-23   | Nueva Zelanda                         | No existía    |
| 2023-24   | Australia                             | Nueva Zelanda |
| 2024-25   | Nueva Zelanda                         | Nueva Zelanda |